# Заволянський Валерій Іванович
Валерій Іванович Заволянський (рос. Валерий Иванович Заволянский; 12 липня 1993, Совєтська Гавань, Росія — 28 травня 2022, Україна) — російський офіцер, старший лейтенант ЗС РФ. Герой Російської Федерації.

## Біографія
В 2012 році закінчив Рязанське повітрянодесантне командне училище. Учасник вторгнення в Україну, командир групи 16-ї окремої бригади спеціального призначення. Загинув у бою.

## Нагороди
- Орден Мужності
- Звання «Герой Російської Федерації» (2022, посмертно)[2]

## Вшанування пам'яті
В Тамбові, на Алеї Слави військової частини 54607, відкрили стелу, присвячену Заволянському.